# Mani lorde
Mani lorde (The Undercover Man) è un film del 1949 diretto da Joseph H. Lewis. Il film è conosciuto in Italia anche con il titolo Il capo della gang.
È un film poliziesco statunitense a sfondo noir con Glenn Ford, Nina Foch e James Whitmore.
È basato sull'articolo del 26 aprile 1947 Undercover Man: He Trapped Capone dell'agente federale Frank J. Wilson (apparso su Collier) prima parte della autobiografia Undercover Man di un agente federale che intende porre fine alle attività di un potente boss del crimine organizzato (nel film l'ambientazione storica è stata cambiata dall'era del proibizionismo al dopoguerra, Chicago è diventata una metropoli senza nome e il nome "Capone" non viene mai enunciato).

## Produzione
Il film, diretto da Joseph H. Lewis su una sceneggiatura di Jack Rubin, Sydney Boehm e Malvin Wald con il soggetto di Frank J. Wilson, fu prodotto da Robert Rossen per la Columbia Pictures Corporatione girato dal 4 maggio al 16 giugno 1948. Il titolo di lavorazione fu Chicago Story.

## Distribuzione
Il film fu distribuito con il titolo The Undercover Man negli Stati Uniti dal 20 aprile 1949 (première il 21 marzo) dalla Columbia Pictures.
Altre distribuzioni:
- in Svezia il 10 ottobre 1949 (Lagens fiende nr. 1)
- in Danimarca il 2 novembre 1949 (Edderkoppen)
- in Finlandia il 3 febbraio 1950 (Lain vihollinen)
- in Norvegia il 22 giugno 1950
- in Francia il 19 luglio 1950 (Le maître du gang)
- in Portogallo il 1º novembre 1950
- in Germania Ovest il 19 febbraio 1952
- in Spagna il 17 marzo 1952 (Relato criminal)
- in Austria nel dicembre del 1952 (Alarm in der Unterwelt)
- in Portogallo il 18 settembre 2009 (Todos Os Que Falaram Morreram, Cinemateca Portuguesa)
- in Brasile (O Czar Negro)
- in Grecia (O ypokosmos tou Chicagou)
- in Italia (Mani lorde)

## Critica
Secondo il Morandini il film è "un poliziesco girato con lo stile semidocumentaristico in voga a Hollywood alla fine degli anni '40" caratterizzato però da diversi pregi tipici del regista, quali la sceneggiatura asciutta, risvolti "onirici e grotteschi" e i tratti romantici.

## Promozione
Le tagline sono:
- "TOLD WITH THE SNARL OF A MACHINE GUN! (original ad - all caps) ".
- "Terrifying Criminal Rule! ".